# 냉장고

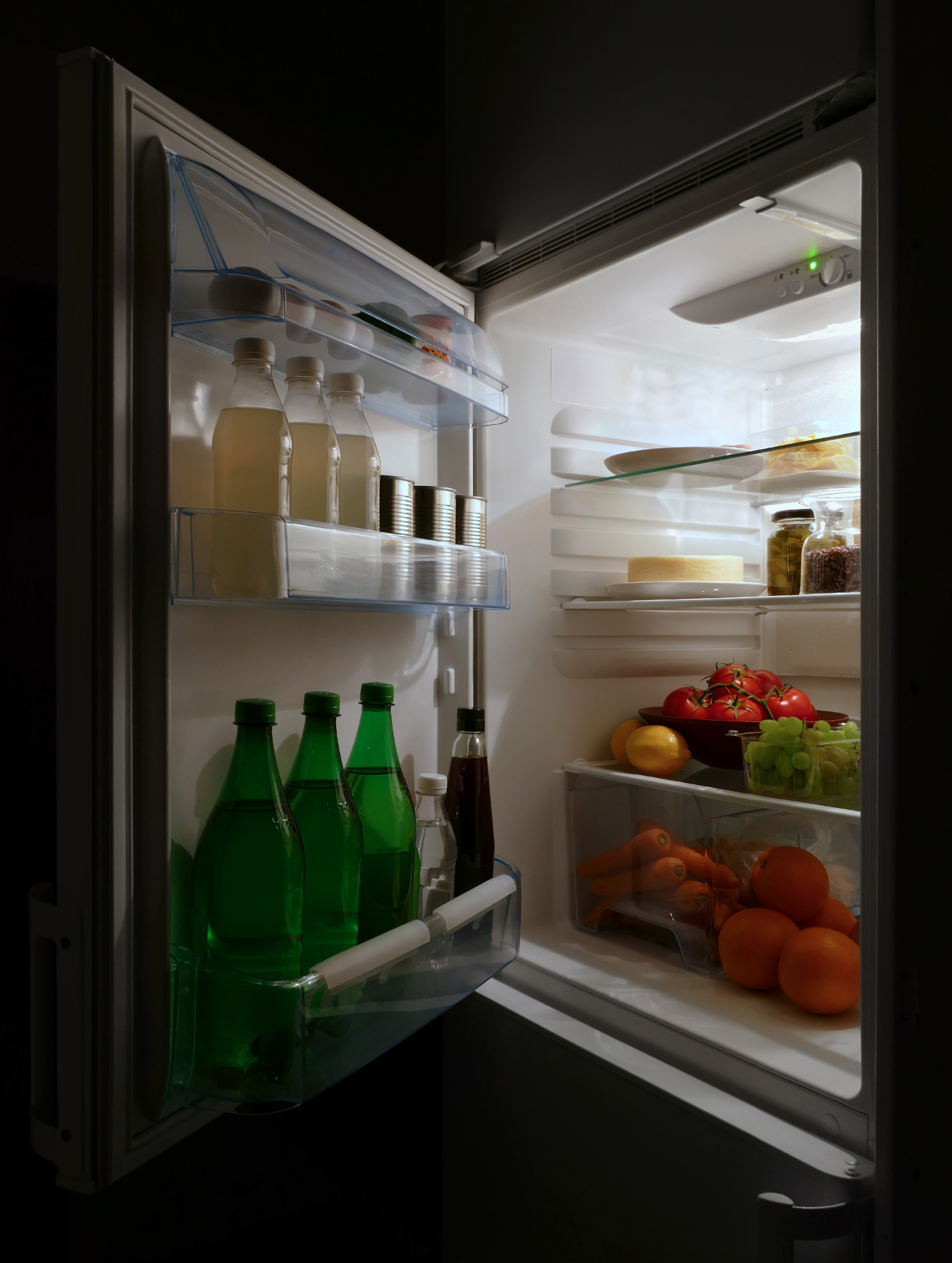
식품 및 음료수가 들어 있는 냉장고 내부

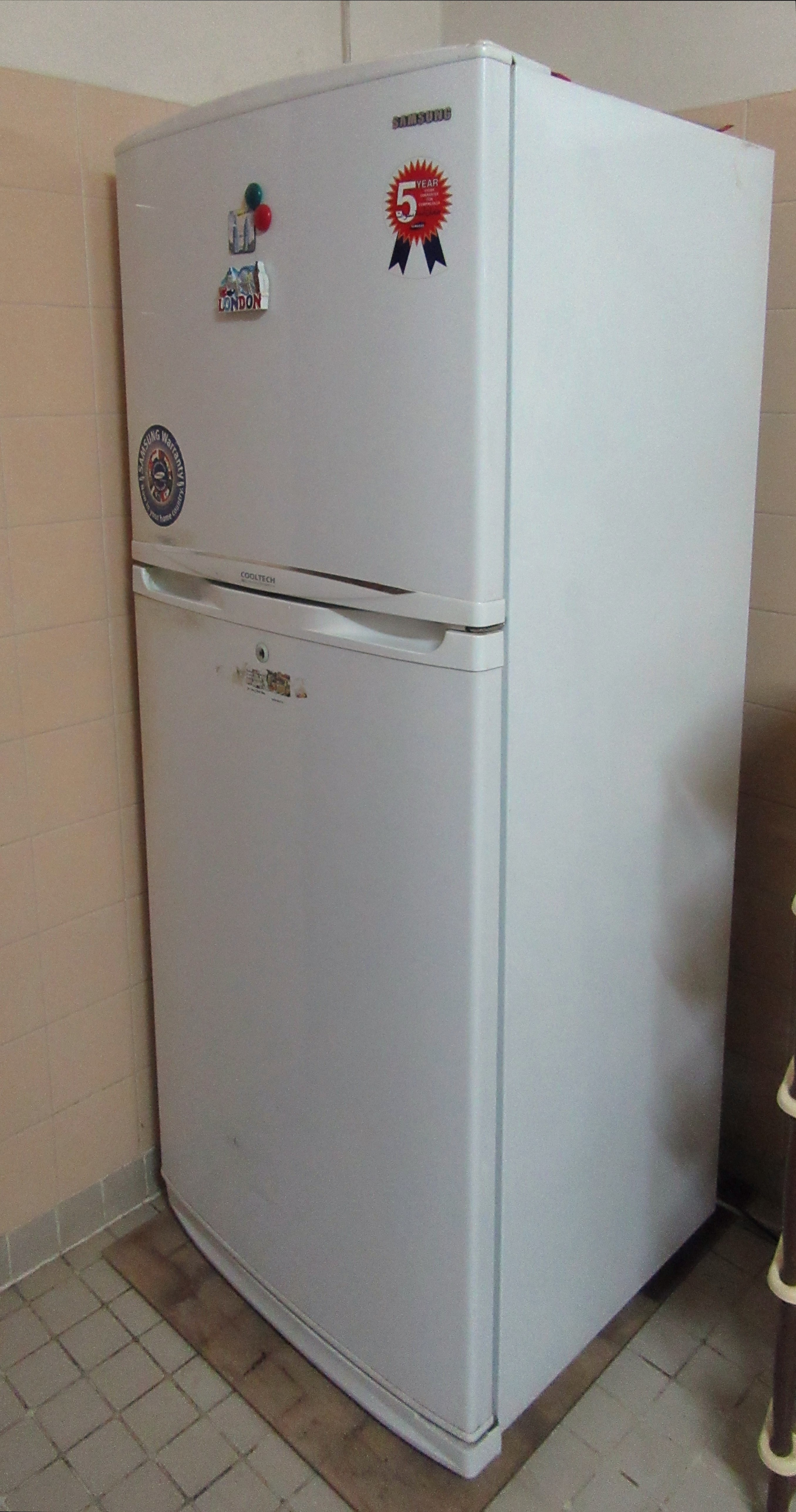
삼성 냉장고 백색

냉장고(冷藏庫,영어: refrigerator, 문화어: 랭장고)는 식품이나 약품 등을 저온에서 신선하게 저장 · 보관하는 상자 모양의 기계 장치다. 단열실과 내부의 열을 외부 환경으로 전달하여 내부를 실온 이하의 온도로 냉각시키는 히트펌프(기계식, 전자식, 화학식)로 구성된 상업용 및 가전제품이다. 냉동은 전 세계적으로 필수적인 식품 보관 기술이다. 온도가 낮으면 박테리아의 번식률이 낮아지므로 냉장고는 부패율을 줄인다. 냉장고는 물의 어는점보다 몇도 높은 온도를 유지한다. 부패하기 쉬운 식품을 보관하기 위한 최적의 온도 범위는 3~5°C(37~41°F)이다. 냉동고는 내용물의 온도를 물의 어는점 이하로 유지하는 특수 냉장고 또는 냉장고의 일부이다. 냉장고는 거의 150년 동안 일반적인 가전제품이었던 아이스박스를 대체했다. 미국 식품의약국(FDA)에서는 냉장고 온도를 4°C(40°F) 이하로 유지하고 냉동고 온도를 -18°C(0°F)로 유지할 것을 권장한다.
최초의 식품 냉각 시스템에는 얼음이 사용되었다. 인공냉동은 1750년대 중반에 시작되어 1800년대 초에 발전하였다. 1834년에 에어컨에서 볼 수 있는 것과 동일한 기술을 사용하여 최초로 작동하는 증기 압축 냉동 시스템이 구축되었다. 최초의 상업용 제빙기는 1854년에 발명되었다. 1913년에는 가정용 냉장고가 발명되었다. 1923년에 Frigidaire는 최초의 독립형 장치를 출시했다. 1920년대 프레온의 도입으로 1930년대에는 냉장고 시장이 확대되었다. 1940년에는 별도의 칸(얼음 보관에 필요한 것보다 더 큼)인 가정용 냉동고가 도입되었다. 이전에는 사치품이었던 냉동 식품이 일반화되었다.
냉동고 장치는 가정뿐만 아니라 산업 및 상업 분야에서도 사용된다. 상업용 냉장고 및 냉동고 장치는 일반 가정용 모델이 나오기 약 40년 전부터 사용되었다. 냉동고 위에 냉장고를 올려놓는 스타일은 1940년대부터 기본 스타일이었지만, 현대식 양문형 냉장고가 이러한 추세를 깨뜨렸다. 증기 압축 사이클은 대부분의 가정용 냉장고, 냉장고-냉동고 및 냉동고에 사용된다. 최신 냉장고에는 문에 있는 디스펜서의 자동 해동, 냉수, 얼음이 포함될 수 있다.
식품 보관을 위한 가정용 냉장고와 냉동고는 다양한 크기로 제작된다. 가장 작은 것 중에는 음료수를 냉각하도록 설계된 펠티에형 냉장고가 있다. 가정용 대형 냉장고는 사람 키만큼 크며 너비는 약 1미터(3피트 3인치)이고 용량은 0.6m3(21입방피트)이다. 냉장고와 냉동고는 독립형이거나 주방에 내장되어 있을 수 있다. 냉장고는 현대 가정에서 이전보다 더 오랫동안 음식을 신선하게 보관할 수 있게 해준다. 냉동고를 사용하면 사람들은 부패하기 쉬운 식품을 대량으로 구매하여 여유롭게 먹을 수 있고, 대량 구매도 할 수 있다.

## 원리
액체가 기화할 때 밖으로부터 열을 흡수하는 성질을 이용하였다. 냉각시키는 데 쓰이는 물질을 ‘냉매’(冷媒)라고 한다. 암모니아나 프레온 12 등의 냉매를 열이 잘 전도되는 용기에 넣고, 단열재로 둘러싼 상자의 상층부에 놓고서 냉매를 기화시키면 상자 속은 냉장고가 된다. 단열재는 냉장고의 바깥상자와 속상자의 사이에 넣으며, 글라스 울이나 포말 플라스틱(泡沫 plastic)이 사용되고 있다. 냉매는 증기가 되고 다시 액체로 액화시켜서 되풀이하여 사용한다. 냉매의 순환방식으로는 압축식과 흡수식이 있다. 보통 가정용 전기냉장고는 압축식이고 가스냉장고는 흡수식이다.

## 구조
전기냉장고의 냉각작용은 압축기·방열기(放熱器)·모세관·냉각기로 된 냉동사이클에 의해 이루어진다. 냉동사이클 속에는 '프레온12'라는 휘발성이 강한 냉매가 봉입(封入)되어 있다. 압축기로 고압이 된 냉매 가스는 방열기의 가느다란 파이프를 지나는 동안에 열을 방출한다. 다시 말하면 바깥 공기로 냉각되어 액체 상태가 되어 모세관을 지나서 냉각기에 오면 주위에서 열을 빼앗으면서 갑자기 증발하는데, 이 때 냉각작용을 일으킨다. 냉장고 속의 온도는 증발기의 온도로 작동하는 온도조절기(thermostat)의 스위치로 압축기를 작동시키거나 정지시키면서 조절한다.
‘냉동실’은 냉동기로 둘러싸인 작은 칸을 특별히 별개의 문으로 차단시킨 것으로서 -20°C 정도까지 내려가게 할 수 있다. 냉동기에 생기는 서리는 히터로 녹이거나 전환(轉換)코크로 온도가 높은 고압냉매를 응축기를 통과시키지 않고 직접 냉동기로 흘려서 자동적으로 제거할 수 있는데, 이 기구를 ‘자동 서리 제거 장치’라고 한다.

## 냉동고
냉동고는 가정용, 산업용, 상업용 등으로 쓰인다. 대부분의 냉동고는 0 °F (−18 °C) 정도로 맞추어져 있다. 가정용 냉동고는 안에 별도의 칸막이가 포함되어 있는 제품으로 나오는 경우도 있다. 최근에는 대용량 냉동고도 출시되고 있으며, 냉동고에는 주로 얼음과 아이스크림, 냉동식품 등을 보관한다.

## 가정 보급

### 가정용 냉장고
1911년, 미국의 제너럴일렉트릭 사가 최초의 가정용 냉장고를 만들었으나 대중화 시키지 못했다. 1915년, 알프레드 멜로우즈가 가정용 냉장고를 만들었는데, 연간 40대밖에 생산할 수 없었다. 1918년 제너럴일렉트릭이 멜로우즈의 회사를 인수해 본격적인 냉장고 대량생산을 시작했다. 1920년대가 되면서 안전한 냉매인 ‘프레온 가스’를 활용한 냉장고를 만들었고 1930년대에 소형 압축기 개발에 성공하면서 오늘날 우리가 사용하는 사각형의 캐비닛형 냉장고를 완성하게 된다.
한국의 경우 1965년 금성에서 최초로 냉장고를 개발한 이후 대한전선(대우), 삼성전자에서도 생산하기 시작했다. 1980년대에 한국가정에 냉장고가 보급되어 대중화의 길을 걸으며 식중독 환자를 줄이는데 큰 역할을 하였다.

### 김치 냉장고
김치 냉장고는 일반 냉장고의 단점을 보완하여 만든 김치 전용 냉장고이다. 한국의 만도기계(현 위니아만도)가 한국만의 특수성을 고려하여 틈새시장을 발굴한 후 1995년에 딤채라는 브랜드로 처음 시장에 내놓았다. 프랑스의 와인냉장고와 일본의 생선냉장고에서 힌트를 얻은 후, 1993년 김치연구소를 만들고, 3년간 100만 포기의 김치를 담그며 수많은 테스트를 한 결과물이라고 한다.
일반 냉장고의 문을 열면 대류현상에 의해 찬 공기가 밑으로 빠져나오고 더운 공기가 냉장고의 상부로 유입되기 때문에 큰 온도 변화가 발생한다. 따라서 문을 열었다가 닫고나면 다시 냉각시키는데 시간이 소요되므로 에너지 소비가 증가하고 냉각 온도 유지가 어렵기 때문에 음식물의 신선도 유지 기간이 짧아지는 단점이 발생한다. 그러나 김치냉장고는 서랍식 또는 상부 개폐식으로 만들어서 문을 열더라도 냉기가 밖으로 흘러나오지 않아 내부의 냉기 단속능력이 우수하게 된다.

## 같이 보기
- 에너지 스타
- 흡수 냉동기
- 김치냉장고
- 미니바
- 4도어냉장고
- 매직바